# Il sabato inglese di Topolino
Il sabato inglese di Topolino (The Delivery Boy) è il titolo di un cortometraggio di Topolino del 1931.
Uscito il 6 giugno 1931.

## Trama
Topolino è alla guida di un buffo somaro e assieme a Pluto si reca a trovare Minni che sta stirando i panni in giardino. Mentre i due topi cantano e ballano mentre fanno il bucato, assieme agli animali della fattoria che suonano gli strumenti, Pluto si avventura per i fatti suoi e adocchia un petardo lanciato da Gambadilegno. Subito lo afferra e lo porta da Topolino che sta suonando il pianoforte con la sua ragazza...